# Drissa Diarra
Drissa Diarra est un footballeur malien né le 7 juillet 1985 à Bamako. Il évolue au poste de défenseur.

## Biographie
Drissa Diarra participe à la Coupe du monde des moins de 17 ans 2001 puis à la Coupe du monde des moins de 20 ans 2003 avec le Mali.
Il commence sa carrière professionnelle à l'US Lecce. Il joue ensuite à Lucchese et à l'AC Bellinzone.
En 2012, il est transféré au club hongrois du Budapest Honvéd.

## Clubs successifs
- 2002-2005 :  US Lecce
- 2005-2006 :  AC Pérouse (prêt)
- 2006- janvier 2007 :  AS Lucchese Libertas (prêt)
- janvier 2007-2010 :  US Lecce
- 2008-2009 :  AC Bellinzone (prêt)
- 2010-2011 :  AC Bellinzone
- 2012-2014 :  Budapest Honvéd[2]

## Palmarès
- Champion de Serie B en 2010 avec l'US Lecce